# Johann Ludwig Hartz

Johann Ludwig Hartz

Johann Ludwig Hartz (* 18. März 1782 in Budissin; † 7. Februar 1833 in Leipzig) war ein deutscher Kaufmann, Ratsherr und Stifter in Leipzig.

## Leben
Nach dem Schulbesuch in Budissin, dem heutigen Bautzen, ging Hartz in die Kaufmannslehre bei der Kolonialwaren-Großhandlung mit Blaufarbenlager Kraft & Co. in Leipzig. Er stieg in der Firma bis zum Mitinhaber auf. Durch sein Können und seinen Gemeinsinn erwarb er sich viele Freunde.
Von 1823 bis 1833 war er Mitglied des Rates der Stadt, zeitweilig auch dessen Vizevorsteher. Er war auch Stadthauptmann und Beisitzer des Handelsgerichts. Als am 22. Februar 1826 die Sparkasse Leipzig eröffnet wurde, war er ihr erster ehrenamtlicher Vorsteher. Das Gleiche galt für das Leihhaus, für dessen Gründung er sich eingesetzt hatte. Er war Mitdirektor der Heilanstalt für Augenkranke und der Armenanstalt.
Sein Engagement für die armen Bevölkerungsschichten kommt auch in seiner Stiftungstätigkeit zum Ausdruck. 1824 stiftete er 2.500 Taler für die Gründung einer Ziehkinderanstalt, die für die Anleitung und Kontrolle von Pflegemüttern zuständig war, die Waisenkinder gegen Bezahlung in Obhut hatten. 10.000 Taler gab er zum Bau eines Altersheims für Arme. In seinem Testament vermachte er der Leipziger Armenanstalt seine Bergwerkskuxe, die im Jahr etwa 3.000 Taler abwarfen.
1832 benannte ihn der König zum Vertreter des Handels- und Gewerbestandes beim Sächsischen Landtag. Krankheitsbedingt konnte er die Funktion schon nicht mehr antreten. Nach halbjähriger Erkrankung starb er an Tuberkulose.
Johann Ludwig Hartz war verheiratet und hatte eine Tochter.

## Ehrung
- Im Jahre 1898 wurde ihm zu Ehren eine von der Berliner Straße abzweigende Straße im Leipziger Stadtteil Eutritzsch mit Hartzstraße benannt.[2]